# استفانو اوپو
استفانو اوپو (ایتالیایی: Stefano Oppo؛ زادهٔ ۱۲ سپتامبر ۱۹۹۴) قایقران روئینگ اهل ایتالیا است.
وی در مسابقات کشوری و بین‌المللی در مجموع برندهٔ ۱ مدال طلا، ۴ مدال نقره، ۳ مدال برنز شده‌است.